# Тім Гоогланд
Тім Гоогланд (нім. Tim Hoogland, нар. 11 червня 1985, Марль) — німецький футболіст, захисник клубу «Бохум». У минулому гравець молодіжної збірної Німеччини.
Володар Кубка Німеччини. Володар Суперкубка Німеччини. 

## Клубна кар'єра
Народився 11 червня 1985 року в місті Марль. Вихованець футбольної школи клубу «Шальке 04».
У дорослому футболі дебютував 2003 року виступами за команду «Шальке 04 II», в якій провів один сезон, взявши участь лише у 6 матчах чемпіонату. З 2004 року почав залучатися до складу головної клманди клубу, в якій протягом наступних трьох років провів лише 12 ігор національної першості.
2007 року уклав контракт з клубом «Майнц 05», у складі якого став отримувати регулярну ігрову практику і провів наступні три роки своєї кар'єри гравця.
2010 року повергувся до «Шальке 04», де знову мав проблем з потраплянням до основного складу, і 2012 року приєднався на умовах оренди до «Штутгарта». Провівши за цю команду протягом сезону лише 4 гри, влітку 2013 повернувся до «Шальке».

## Виступи за збірну
Протягом 2004–2005 років залучався до складу молодіжної збірної Німеччини. На молодіжному рівні зіграв у 11 офіційних матчах.

## Титули і досягнення
- Володар Кубок ліги (1):

«Шальке 04»: 2005
- Володар Кубка Німеччини (1):

«Шальке 04»: 2010–11
- Володар Суперкубка Німеччини (1):

«Шальке 04»: 2011